# Лак-ду-Бонні
 Лак-ду-Бо́нні  (англ. Lac du Bonnet) — містечко у провінції Манітоба у Канаді 
із первісною назвою французького походження; (французька вимова: — «Ляк-дю-Бонне́»).
Містечко площею 2,25 км² налічує 1009 мешканців (2006) (448,9/км²).